# 부트 베르호스트
바우트 베호르스트(네덜란드어: Wout Weghorst, 1992년 8월 7일 ~)는 네덜란드의 축구 선수로, 현재 에레디비시의 아약스 소속이다. 포지션은 스트라이커다.